# Drapeau de Limbourg (Pays-Bas)
Le drapeau de la province néerlandaise de Limbourg est adopté par les États provinciaux du Limbourg le 28 juillet 1953.

## Composition
Il s'agit d'un drapeau tricolore horizontal blanc bleu, et orange, avec un lion rouge par-dessus. La bande centrale, bleu, est moins large que les deux autres et symbolise la Meuse qui traverse la province. Les couleurs blanche et orange et le lion rouge proviennent des armoiries de la province, octroyées par le roi Guillaume III des Pays-Bas le 27 décembre 1886. Le lion rouge se réfère également à l'ancien duché de Limbourg.
Ce drapeau est ressemblant à celui du nouveau duché de Limbourg (en), un État créé par le traité de Londres (1839) et rattaché à la Confédération germanique, même s'il restait en union personnelle avec le royaume des Pays-Bas. Cet ancien État correspondait territorialement à la province néerlandaise du Limbourg. Il est rattaché aux Pays-Bas en 1867, lorsque la confédération disparaît.

Armoiries de la province néerlandaise de Limbourg.
Armoiries des ducs de Limbourg.
Drapeau de la province belge de Limbourg.

Ce drapeau n'est pas utilisé dans le Limbourg belge, qui dispose d'un autre drapeau.

## Sources
- (en)/(nl) Cet article est partiellement ou en totalité issu des articles intitulés en anglais « Flag of Dutch Limburg » (voir la liste des auteurs) et en néerlandais « Vlag van Limburg (Nederland) » (voir la liste des auteurs).
- (nl) « De Limburgse vlag », sur Site officiel du Limbourg néerlandais (consulté le 3 janvier 2014)
- (en) « Limburg Province (The Netherlands) », sur Flags of the world (consulté le 3 janvier 2014)